# SVG Lüneburg
SVG Lüneburg är en tävlingsklubb från Lüneburg, Tyskland. Tävlingsklubben, som spelar volleyboll, grundades 2005 genom att herrlagen från de bägge klubbarna MTV Treubund Lüneburg och TSV Gellersen började tävla tillsammans. Följande år följde övriga lag (dam, ungdom och hobby). Dessutom anslöt sig TuS Reppenstedt till tävlingsklubben. De började att spela i Oberliga och kom under de följande åren att steg för steg ta sig upp igenom seriesystemet för att säsongen 2009/2010 debutera i 2. Volleyball-Bundesliga och säsongen 2014/2015 i Volleyball-Bundesliga. Där har de sedan dess etablerat sig med placeringar på den övre halvan i serien.